# Servius Sulpicius Camerinus (Suffektkonsul 393 v. Chr.)
Servius Sulpicius Camerinus entstammte dem römischen Patriziergeschlecht der Sulpicier und war 393 v. Chr. Suffektkonsul sowie 391 v. Chr. Konsulartribun. Vielleicht hatte er das letztere Amt auch 388, 384 und 383 v. Chr. inne.

## Leben
Aus den erhaltenen Fragmenten der Fasti Capitolini zum Jahr 393 v. Chr. ist zu entnehmen, dass der Vater des Servius Sulpicius Camerinus das Praenomen Quintus und sein Großvater das Praenomen Servius führte.
Nachdem 15 Jahre lang (seit 408 v. Chr.) jedes Jahr jeweils Konsulartribunen amtiert hatten, wurden 393 v. Chr. wieder Konsuln gewählt: Lucius Valerius Potitus und Publius Cornelius Maluginensis, die jedoch zurücktraten. Nun wurden Servius Sulpicius Camerinus und Lucius Lucretius Tricipitinus Flavus Suffektkonsuln.
Gemeinsam mit seinem Konsulatskollegen Lucretius gehörte Sulpicius zwei Jahre später dem sechsköpfigen Konsulartribunen-Gremium von 391 v. Chr. an. 387 v. Chr. hatte Sulpicius das Amt eines Interrex inne.
Die moderne Forschung, etwa der Althistoriker Friedrich Münzer, hält es für möglich, dass der hier behandelte Servius Sulpicius Camerinus identisch ist mit Servius Sulpicius Rufus, dem Konsulartribunen von 388, 384 und 383 v. Chr. Als Grund für diese Vermutung wird unter anderem angeführt, dass Sulpicius durchaus zwei Cognomina, Camerinus und Rufus, besessen haben könnte, wie dies beim Konsul von 345 v. Chr. erwiesenermaßen der Fall war. Die Theorie würde auch nicht den Quellen widersprechen, da diese häufig nur ein Cognomen (oder auch gar keines) angeben. Sollte sie zutreffen, lautete Sulpicius’ vollständiger Name Servius Sulpicius Q. f. Ser. n. Camerinus Rufus und er wäre 393 v. Chr. Suffektkonsul sowie 391, 388, 384 und 383 v. Chr. Konsulartribun gewesen, wobei er in vier seiner insgesamt fünf Amtszeiten den Lucius Lucretius Tricipitinus Flavus zum Kollegen gehabt hätte.